# Hradiště u svatého Vojtěcha
Hradiště u svatého Vojtěcha je pravěké hradiště a  pravěké až raně středověké sídliště jihovýchodně od města Kouřim v okrese Kolín. Lokalita se nachází v sousedství Bukačovského mlýna a byla pojmenována po zaniklém kostelu svatého Vojtěcha, který na ní stával. Z opevnění hradiště se dochovaly jen terénní náznaky valu. Hradiště je od roku 1965 chráněno jako kulturní památka.

## Historie
Nejstarší neopevněné sídliště se na oválné terase nad říčkou Výrovkou nacházelo už v eneolitu v období řivnáčské kultury. Nepříliš časté nálezy dokládají také osídlení příslušníky úněticko-věteřovské kultury, zatímco v pozdní době bronzové zde bylo postaveno opevněné hradiště knovízsko-štítarské kultury.
Poslední osídlení spadá do období střední a zejména mladší doby hradištní v desátém až jedenáctém století. Tehdy se na terase pravděpodobně nacházelo slabě opevněné sídlo nějakého velmože, který na místě staršího pohřebiště nechal postavit nejspíše tribunový kostel zasvěcený svatému Vojtěchovi. Kostel je znám z písemných pramenů z let 1659–1677. Jeho budova stála ještě v době vlády císaře Josefa II., kdy sloužila jako sýpka.
Prvním archeologem, který lokalitu u svatého Vojtěcha zkoumal, byl na přelomu devatenáctého a dvacátého století Josef Ladislav Píč. Prozkoumal na ní řadu hrobů, ze kterých získal několik esovitých záušnic. Další archeologický výzkum provedl až Miloš Šolle v roce 1962 a v letech 1978–1981.

## Stavební podoba
Jílovitopísčitá terasa na žulovém podloží vznikla jako ostrov v bývalém korytu řeky a dno jejího údolí převyšuje o patnáct metrů. Rozloha dosahuje 1,49 hektaru. Přirozenou ochranu poskytují příkré svahy na severní a jižní straně.

### Nejstarší osídlení
Z nejstarší neopevněné osady řivnáčské kultury byla odkryta jednoduchá jámová obydlí a druhotné jámy neznámého účelu. Přibližně ve stejné době jako osada na terase existovala na protějším břehu řeky opevněná řivnáčská osada na Staré Kouřimi. Jedním z prozkoumaných objektů byla menší zásobní jáma s rozměry 90 × 108 centimetrů a hloubkou 115 centimetrů. Obsahovala různorodé keramické zlomky, kůstky a spálené předměty, které naznačují, že jáma mohla být využita k druhotnému žárovému pohřbu. Druhým zkoumaným objektem byla pravděpodobně obdélníková polozemnice s kůlovou konstrukcí. Podle zlomků keramiky se uvnitř nacházela závěsná amforka a mísa u dna. Amfora se dvěma provrtanými oušky na břiše nádoby patří k méně obvyklým nálezům. Mezi výjimečné objevy patří torzo rozevřené misky na nožce ovlivněné vučedolskou kulturou, která s dalšími nálezy dokládá mladší vývoj řivnáčské keramiky. K častým nálezům naopak patřily oboustranně broušené spilitové sekerky slánského typu. Pazourkovou industrii zastupují vroubkované čepelky srpů nebo šipka.

### Hradiště
Opevněné hradiště vzniklo na svatovojtěšké terase až v pozdní době bronzové. Chránila ho kamenitá hradba s komorovou konstrukcí a palisádou na čelní straně. Šířka hradby se pohybovala od tří do čtyř metrů.

### Raný středověk
Poloha středověkého kostela je známá jen přibližně podle nepravidelné orientace některých hrobů, nálezů opukové suti a klenáku. Další kamenické prvky z budovy kostela byly použity při stavbě ohradní zdi Bukačovského mlýna. Průzkum některých hrobů umožnil určit období výstavby kostela do jedenáctého až dvanáctého století.